# ماکسیمیلیان فون وایخس
ماکسیمیلیان ماریا یوزف کارل گابریل لامورال رایشس‌فرایهر فون وایخس سو گلون (به آلمانی: Maximilian Maria Joseph Karl Gabriel Lamoral Reichsfreiherr von Weichs zu Glon) (۱۲ نوامبر ۱۸۸۱ - ۲۷ ژوئن ۱۹۵۴) نظامی و فیلدمارشال آلمانی در دوره رایش سوم بود.
ترفیع درجات:
- ۹ مارس ۱۹۰۲: ستوان دوم
- ۲۲ فوریه ۱۹۰۶: ستوان یکم
- ۲۲ قوریه ۱۹۱۴: سروان
- ۱ ژوئیه ۱۹۲۱: سرگرد
- ۱ فوریه ۱۹۲۸: سرهنگ دوم
- ۱ نوامبر ۱۹۳۰: سرهنگ
- ۱ اکتر ۱۹۳۳: سرتیپ
- آوریل ۱۹۳۵: سرلشکر
- ۱ اکتبر ۱۹۳۶: سپهبد (ژنرال سواره‌نظام)

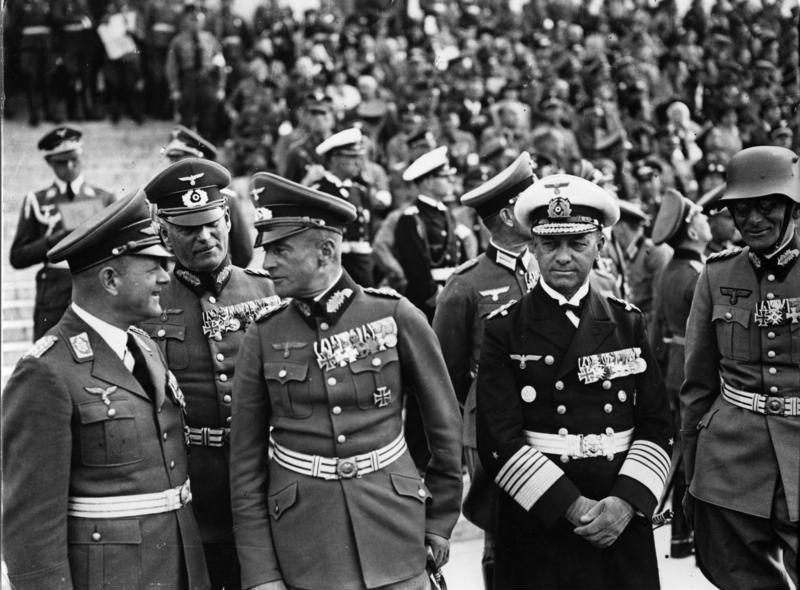
فیلدمارشال فن وایخس با کلاه آهنی در کنار اریش ردر، والتر فون براوخیچ، ویلهلم کایتل و ارهارت میلش، مراسم رژه روز ورماخت، سپتامبر ۱۹۳۹

- ۱۹ ژوئیه ۱۹۴۰: ارتشبد
- ۱ فوریه ۱۹۴۳: فیلدمارشال